# Kaj Nuora
Kaj Nuora, född Kai Antero Noura 6 september 1957 i Herrestads församling, död 5 maj 2001, var en svensk skådespelare. Han ligger begraven på Boo Kyrkogård, Saltsjö-Boo.
Nuora var till växten kort och spelade ofta rollen som dvärg.

## Filmografi
- 1976 – Mina drömmars stad
- 1980 – Trollsommar
- 1983 – Kalabaliken i Bender
- 1985 – Stilleben
- 1987 – Fadern, Sonen och Den Helige Ande...
- 1992 – Änglagård